# Kanton Les Martres-de-Veyre
 Les Martres-de-Veyre  is een kanton van het Franse departement Puy-de-Dôme. Het kanton maakt deel uit van het arrondissement  Clermont-Ferrand.  

 Het telt 22.089 inwoners in 2018.

Het kanton  werd gevormd ingevolge het decreet van 21  februari 2014 met uitwerking op 22 maart 2015 met Les Martres-de-Veyre als hoofdplaats.

## Gemeenten
Het kanton Les Martres-de-Veyre omvat volgende 11 gemeenten: 
- Authezat
- Chanonat
- Corent
- Le Crest
- Les Martres-de-Veyre
- Orcet
- La Roche-Blanche
- Saint-Amant-Tallende
- La Sauvetat
- Tallende
- Veyre-Monton